# Прожирино
Прожирино (рос. Прожирино) — присілок в Мосальському районі Калузької області Російської Федерації.
Населення становить 1 особу. Входить до складу муніципального утворення Присілок Путогино.

## Історія
Від 2004 року входить до складу муніципального утворення Присілок Путогино.

## Населення
| 2002 | 2010 |
| ---- | ---- |
| 2    | ↘1   |